# Lautaro-Insel
Die Lautaro-Insel (spanisch Isla Lautaro, in Argentinien Isla Crámer) ist eine 1,5 km lange Insel vor der Danco-Küste des Grahamlands auf der Antarktischen Halbinsel. In der Gerlache-Straße liegt sie unmittelbar westlich der Lemaire-Insel.
Die erste Sichtung geht vermutlich auf Teilnehmer der Belgica-Expedition (1897–1899) unter der Leitung des belgischen Polarforschers Adrien de Gerlache de Gomery zurück. Teilnehmer der 3. Chilenischen Antarktisexpedition (1948–1949) benannten sie nach der Lautaro, eines von drei Schiffen bei dieser Forschungsreise. Namensgeber der argentinischen Benennung ist der französischstämmige Hydrograph und Rinderzüchter Ambrosio Crámer (1792–1839), der bei der Rebellion gegen den argentinischen Diktator Juan Manuel de Rosas ums Leben gekommen war.